# San Joaquin (fiume)
Il San Joaquin è un fiume che corre per 530 km nello Stato della California, negli Stati Uniti occidentali.
Nasce nella Sierra Nevada e sfocia nella baia di San Francisco, formando un delta con il fiume Sacramento. È il secondo fiume della California per lunghezza, con un proprio bacino idrografico localizzato nella Valle di San Joaquin, che è parte a sua volta della California Central Valley. L'acqua viene utilizzata per irrigare i numerosi campi di cotone, ortaggi e frutta che incontra lungo il suo percorso.
Il San Joaquin conta numerosi affluenti:
| Nome affluente   | Lunghezza | Lunghezza | Bacino  | Bacino | Portata alla foce      | Portata alla foce | Note         |
|                  | miglia    | km        | miglia2 | km2    | Piedi cubi per secondo | m3/s              |              |
| ---------------- | --------- | --------- | ------- | ------ | ---------------------- | ----------------- | ------------ |
| Mokelumne River  | 95        | 153       | 1 700   | 4 400  | 1 070                  | 30                | [ 1 ] [ 2 ]  |
| Calaveras River  | 52        | 84        | 470     | 1 200  | 225                    | 6,4               | [ 3 ] [ 4 ]  |
| Stanislaus River | 96        | 154       | 1 075   | 2 780  | 962                    | 27,2              | [ 3 ]        |
| Tuolumne         | 149       | 240       | 1 960   | 5 100  | 1 330                  | 38                | [ 5 ]        |
| Merced River     | 145       | 233       | 1 726   | 4 470  | 661                    | 18,7              | [ 3 ] [ 6 ]  |
| Chowchilla River | 54        | 87        | 254     | 660    | 100                    | 2,8               | [ 3 ] [ 7 ]  |
| Fresno River     | 68        | 109       | 320     | 830    | 110                    | 3,1               | [ 8 ]        |
| Kings River      | 133       | 214       | 1 693   | 4 380  | 2 287                  | 64,8              | [ 9 ]        |
| Kaweah River     | 59        | 95        | 828     | 2 140  | 554                    | 15,7              | [ 10 ]       |
| Tule River       | 49        | 79        | 410     | 1 100  | 197                    | 5,6               | [ 3 ] [ 11 ] |
| Kern River       | 164       | 264       | 3 612   | 9 360  | 941                    | 26,6              | [ 12 ]       |